# EN117

## Lisboa - Pêro Pinheiro
A EN 117 é uma estrada nacional que integra a rede nacional de estradas de Portugal.
Objectivamente, a N117 servia como uma das portas de entrada em Lisboa (na N6 e na N7, a actual A5), como um dos seus Eixos Internos a Norte e a Ocidente da cidade. Terminaria na N9, em Pêro Pinheiro, para funcionar como alternativa dessa mesma Estrada.
Hoje, a N117 é uma das mais importantes estradas da Economia de Lisboa, portanto, foi alvo das mais diversas obras de remodelação, melhoramentos e substituição por auto-estradas e/ou vias rápidas automóveis.
O troço Lisboa - Amadora foi transformado em Via Rápida. Este troço é popularmente conhecido como a Recta dos Cabos Ávila.

## Percurso

### Lisboa - Pêro Pinheiro
| Nome da Saída/Localidade Intermédia | Estrada que liga |
| ----------------------------------- | ---------------- |
| A 5                                 | A 5              |
| Zona Industrial de Miraflores       | IC 17 (CRIL)     |
| Alfragide                           |                  |
| Zona Industrial de Amadora          |                  |
| IC 19 / Sintra / Lisboa             | IC 19            |
| Queluz                              |                  |
| Belas                               |                  |
| Sabugo                              |                  |
| Morelena                            |                  |
| Pêro Pinheiro                       |                  |
| Montelavar                          | N 9              |